# トム・サヴィーニ
トム・サヴィーニ（Tom Savini、1946年11月3日 - ）は、アメリカ合衆国の特殊効果スタッフ、特殊メイクアップアーティスト、俳優。イタリア系アメリカ人。

## 略歴
ペンシルベニア州ピッツバーグ生まれ。
カーネギーメロン大学で学び、ベトナム戦争中は従軍カメラマンとして戦場に赴いた。
ベトナムから帰還後はジョージ・A・ロメロと知り合い、1977年の吸血鬼映画『マーティン』で特殊メイクを担当し、引き続きロメロの代表作『ゾンビ』（1978年）において特殊メイクだけでなく、スタントマンや俳優としてもマルチに活躍し、初期のロメロ映画を支えた功労者の一人であった。1990年にはロメロの監督デビュー作『ナイト・オブ・ザ・リビングデッド』のリメイク作品『ナイト・オブ・ザ・リビングデッド/死霊創世紀』の監督を務めた。
その後、特殊メイクの実力をハリウッドから認められたことから『13日の金曜日』、『マニアック』（1980年）、『バーニング』（1981年）など、ホラー映画を中心に多くの作品のメイキャップを手掛け、香港映画の特殊メイクも担当したこともある。

## おもな映画作品

### 特殊メイク
- Death Dream（1972年）
- ディレンジド Deranged（1974年）
- デッド・オブ・ナイト Dead of Night（1974年）
- マーティン/呪われた吸血少年 Martin（1977年）
- ミッドナイト Midnight（1978年）
- ゾンビ Dawn of the Dead（1978年）
- 13日の金曜日 Friday the 13th（1980年）
- Effects（1980年）
- 他人の眼 Eyes of A Stranger（1980年）
- マニアック Maniac（1980年）
- ローズマリー The Prowler（1981年）
- バーニング The Burning（1981年）
- ナイトメア Nightmare（1981年）[1]
- クリープショー Creepshow（1982年）
- Alone in the Dark（1982年）
- 魔界天使 Till Death Do We Scare（1982年）
- 13日の金曜日・完結編 Friday The 13th - The Final Chapter（1984年）
- Maria's Lovers（1984年）
- 死霊のえじき Day of the Dead（1985年）
- 地獄のコマンド invasion U.S.A（1985年）
- 悪魔のいけにえ2 The Texas Chainsaw Massacre 2（1986年）
- レッド・スコルピオン Red Scorpion（1988年）
- モンキー・シャイン Monkey Shines（1988年）
- スプラッター殺人事件/クレイジー・コップ Picking Up The Pieces（1990年）
- マスターズ・オブ・ホラー/悪夢の狂宴 Two Evil Eyes（1990年）
- トラウマ/鮮血の叫び Trauma（1993年）
- キリング・ゾーイ Killing Zoe（1994年）
- ネクロノミカン Necronomicon（1994年）
- Ａ（アサシン）・ファイル The Assassination File（1995年）
- MR.STITCH/悪魔の種子 Mr. Stitch（1995年）
- Ghost Writer（1995年）
- Cutting Moments（1997年）
- ヘッドハント Redd Inc.（2011年）
- Death from Above（2011年）

### 出演/スタント
- マーティン/呪われた吸血少年 Martin（1977年）
- ゾンビ Dawn of the Dead（1978年）
- マニアック Maniac（1980年）
- Effects（1980年）
- ナイトライダーズ  Knight Riders（1981年）
- クリープショー Creepshow（1982年）
- トム・サビーニ/真夜中の切り裂きジャック The Ripper（1985年）
- クリープショー2/怨霊 Creepshow2（1987年）
- イノセント・ブラッド Innocent Blood（1992年）
- フロム・ダスク・ティル・ドーン From Dusk Till Dawn（1996年）
- アメリカン・ナイトメア The American Nightmare（2000年）
- ザ・シンプソンズ The Simpsons（2001年） - 声の出演
- ドーン・オブ・ザ・デッド Dawn of the Dead（2004年）
- ランド・オブ・ザ・デッド Land of the Dead（2005年）
- プラネット・テラー in グラインドハウス Planet Terror（2007年）
- 恋するポルノ・グラフィティ Zack and Miri Make a Porno（2008年）
- マチェーテ Machete（2010年）
- ジャンゴ 繋がれざる者 Django Unchained（2012年）
- ロビン・フッド 秘密の森 Robin Hood Ghosts of Sherwood（2012年）
- マチェーテ・キルズ Machete Kills（2013年）

### 監督
- ナイト・オブ・ザ・リビングデッド/死霊創世紀 Night of the Living Dead （1990年）